# Katavi nationalpark

Katavi syns i västra Tanzania.

Katavi nationalpark, som  är Tanzanias tredje största nationalpark (efter Ruaha och Serengeti), ligger  i västra Tanzania nära Tanganyikasjön 40 km söder om staden Mpanda i distriktet Mpanda och har en yta på 4471 km2.
Katavi ligger längst riftdalen i västra Tanzania och kan därför bjuda på stor variation med stora träskmarker, vattenfall och miomboskog. De grunda sjöarna Katavi och Chada samt floden Katuma torkar under torrperioden allt mer ihop till vattenhål för viltet.

## Historia
1911 skyddades Katavi av dåvarande protektoratet Tyska Östafrika som en del av Bismarcks jaktreservat. Brittiska tiden kallades parken Rukwa Game Reserve fram till 1932. Sedan Tanzania blivit självständigt blev Katavi nationalpark 1974 med en yta på 2253 km2. 1996 utökades parken med ett antal jaktområden till dess nuvarande storlek.
Katavi nationalpark och Katavisjön har fått sina namn efter en ande som kallas Katabi som är gift ande Wamweru. Katabis ande finns enligt Wabendefolket vid Katavisjöns strand i två tamarindträd. Hans fru finns på andra sidan sjön i berget Wameru.

## Djurliv
Katavi ligger i hjärtat av ett av de rikaste bestånden av vilt i Tanzania. Där finns stora hjordar av zebra, afrikansk buffel och impala. Dessutom finns elefanter, flodhästar, vårtsvin och giraffer i större mängder.
Häst- och koantilop, bohorrörbock och stor rörbock, ellipsvattenbock, puku, elandantilop, sabelantilop, buskbock och dykarantiloper är gräsätare man kan få se i parken. 
Bland rovdjuren finns lejon, leopard, fläckig hyena, gepard, afrikansk vildhund, krokodiler, vildkatt, serval och ökenlo.

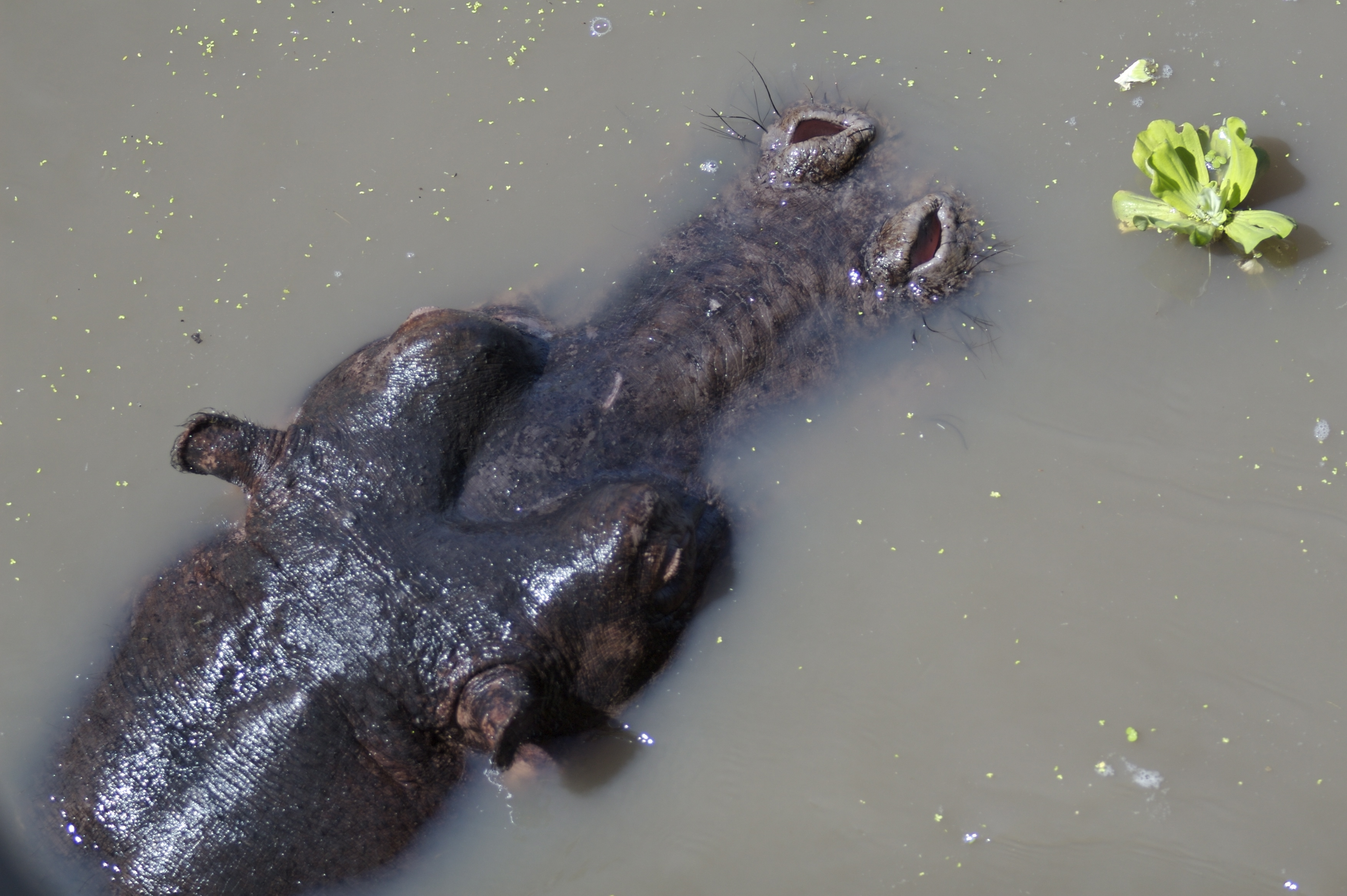
Flodhäst
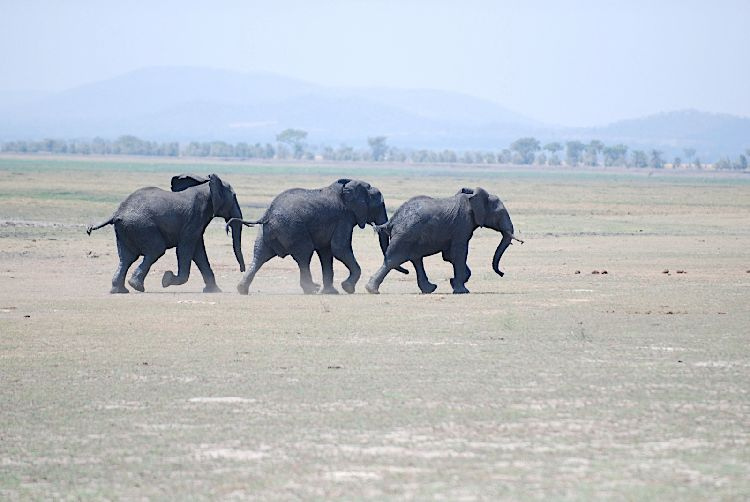
Elefanter under torrperioden
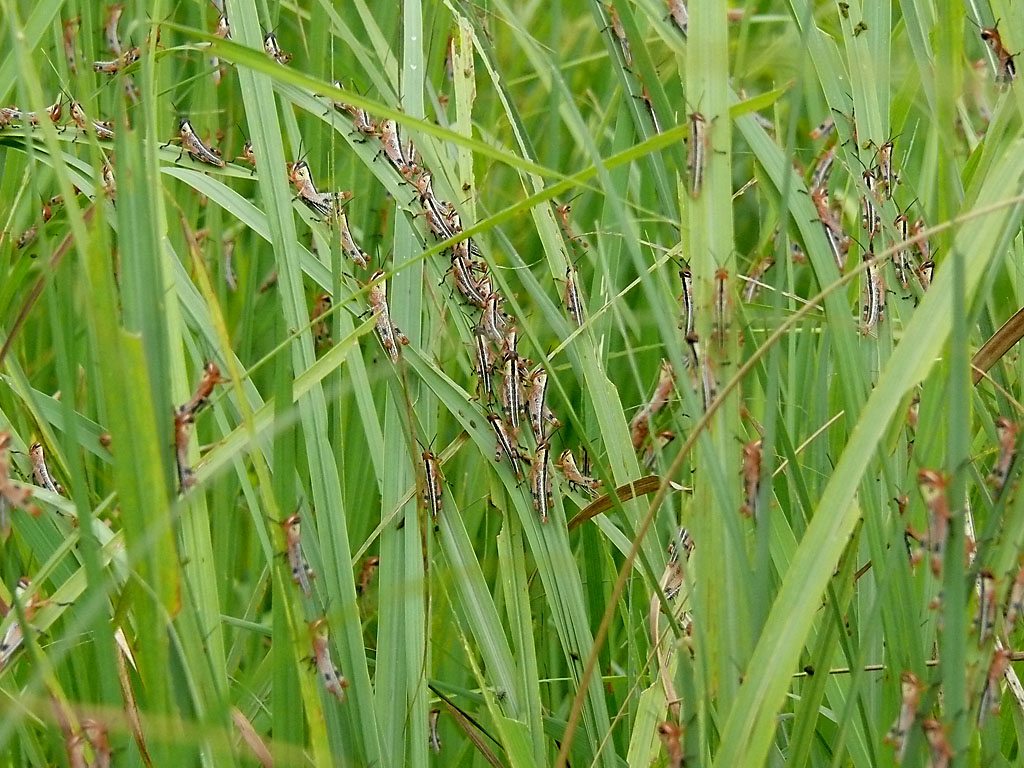
Vandringsgräshoppor

Fler än 400 fågelarter har setts i parken, bland annat larmfåglar, papegojor, musfåglar, nattskärror och svarthäger.

## Miljöförändringar
På senare år har vattenflödet i Katumafloden och de andra floderna i parken börja torka ut tidigare på säsongen på grund av illegal vattenreglering uppströms parken vilket gör att flodbäddarna till slut består av leriga pölar under torrperioden.

## Säsong
Man kan besöka parken hela året, men lämpligast är torrperioden från maj till oktober och från december till februari när djuren samlas runt vattenhålen. Under regnperioden kan det vara svårt att ta sig fram i parken samtidigt som våtmarkerna då bjuder på grönska.

## Kommunikationer
Med en lång dags spektakulär bilkörning kan man ta sig till parken från Mbeya (550 km). Under torrperioden kan man också åka bil från Kigoma (390 km). 
Tåg går från Dar es Salaam till Mpanda där man kan åka kommunalt till Sitalike, parkens högkvarter.